# Skarbka (gmina)
Gmina Skarbka (niem. Landgemeinde Skarbka) – dawna gmina wiejska funkcjonująca w latach 1940–1944 (de facto do 1945) pod okupacją niemiecką w Polsce. Siedzibą gminy była Skarbka.
Gmina Skarbka  funkcjonowała przejściowo podczas II wojny światowej w powiecie Starachowice (starachowickim) w Generalnym Gubernatorstwie. Utworzona została przez hitlerowców głównie z obszaru dotychczasowej gminy Pętkowice oraz fragmentu gminy Tarłów (Czekarzewice Drugie).
W skład gminy Skarbka weszło 12 gromad (liczba mieszkańców z 1943 roku): 
- Aleksandrów (471 mieszkańców)
- Bałtów (1178 mieszkańców)
- Borcuchy (145 mieszkańców)
- Czekarzewice II (844 mieszkańców)
- Dąbrowa (236 mieszkańców)
- Michałów (239 mieszkańców)
- Okół (1578 mieszkańców)
- Osówka (853 mieszkańców)
- Pętkowice (481 mieszkańców)
- Skarbka (629 mieszkańców)
- Wólka Bałtowska (586 mieszkańców)
- Wólka Pętkowska (577 mieszkańców)

W 1943 gmina Skarbka liczyła 7817 mieszkańców.
Gminę zniesiono po wojnie, powracają do stanu administracyjnego z czasów II Rzeczypospolitej, a więc przywracając gminę Pętkowice.